# Флаг городского поселения Уваровка
Флаг городского поселения Ува́ровка Можайского муниципального района Московской области Российской Федерации — опознавательно-правовой знак, служащий официальным символом муниципального образования.
Флаг был утверждён 5 августа 2008 года и внесён в Государственный геральдический регистр Российской Федерации с присвоением регистрационного номера 4257.
Законом Московской области от 27 января 2018 года № 1/2018-ОЗ, 9 февраля 2018 года все муниципальные образования Можайского муниципального района были преобразованы в Можайский городской округ.

## Описание
«Прямоугольное белое полотнище с соотношением ширины к длине 2:3 с воспроизведенной композицией герба поселения, выполненной в чёрных, красных, жёлтых и голубых цветах».

## Обоснование символики
Флаг муниципального образования «Городское поселение Уваровка» Можайского муниципального района Московской области составлен на основании герба городского поселения Уваровка по правилам и соответствующим традициям геральдики и отражает исторические, культурные, социально-экономические, национальные и иные местные традиции.
Символика главной фигуры — стропила, многозначна:
— история возникновения посёлка связана с родом графов Уваровых. В 1868—1869 годах при строительстве акционерным обществом Алексея Сергеевича Уварова железной дороги Москва—Смоленск, была создана станция Уваровская. Изображение на флаге стропила — одной из фигур графского герба и колеса — традиционного символа движения вперёд, целеустремлённости, развития, символизирует Уваровых и построенную ими дорогу, сыгравшую ключевую роль в становлении посёлка, носящего их имя;
— городское поселение Уваровка расположено на самом высоком месте Московско-Смоленской возвышенности и является самым высоким местом Московской области, что аллегорически отражено геральдическим стропилом;
— стропило выполненное в виде мурованной стены символизирует неразрывную связь городского поселения и Можайского муниципального района, на флаге которого изображена красная мурованная золотом стена;
— чёрный цвет — символ скромности, мудрости, вечности, заимствован из герба Уваровых, красный цвет — символ труда, силы, мужества, упорства, красоты. Соединённые в фигуре устремлённой вперёд, ввысь они говорят об исторической преемственности, о движении вперёд и развитии. Два церковных купола выходящие из-за стропила аллегорически показывают духовную преемственность и бережное отношение жителей к своему прошлому.
Купола на флаге городского поселения также указывают на то, что в прошлом, земли на которых расположен посёлок Уваровка, принадлежали женскому Успенскому Колоцкому монастырю.
Голубой цвет (лазурь) — символ духовности, благородства, чести, возвышенных устремлений.
Белый цвет (серебро) — символ чистоты, совершенства, мира и взаимопонимания.
Жёлтый цвет (золото) — символ богатства, стабильности, уважения, интеллекта.